# تيري كول
تيري كول (بالإنجليزية: Terry Cole)‏ هو لاعب كرة قدم أمريكية أمريكي، ولد في 7 يوليو 1945 في ميتشل في الولايات المتحدة، وتوفي في 11 نوفمبر 2005 في إنديانابوليس في الولايات المتحدة.

## وصلات خارجية
- تيري كول على موقع مرجع كرة القدم المحترفة.كوم (الإنجليزية)